# Escala musical
Uma escala musical pode ser definida como:
1) Um grupo de notas musicais que derivam, em parte ou no todo, do material escrito de uma composição musical;
2) Uma sequência ordenada de tons pela frequência vibratória de sons (normalmente do som de frequência mais baixa para o de frequência mais alta), que consiste na manutenção de determinados intervalos entre as suas notas.
Em solfejo, as sílabas para representar as notas, de quaisquer escalas, são: Dó, Dó sustenido, Ré, Ré sustenido, Mi, Fá, Fá sustenido, Sol, Sol sustenido, Lá, Lá sustenido, Si. As notas Dó sustenido, Ré sustenido, Fá sustenido, Sol sustenido e Lá sustenido podem também ser representadas como Ré bemol, Mi bemol, Sol bemol, Lá bemol e Si bemol, respectivamente. Os termos "sustenido" e "bemol" são utilizados para representar "meio tom acima" e "meio tom abaixo", respectivamente. As notas musicais, no Mundo Anglo-Saxônico, são representadas pelas equivalentes seguintes letras: C, D, E, F, G, A, B, respectivamente, apesar de que, no solfejo, os anglo-saxônicos preferem usar números, substituindo as sílabas anteriormente mencionadas, por 1, 2, 3, 4, 5, 6, 7, embora possam também usar as sílabas em vez dos números. Similarmente, o acidente de sustenido adicionado a uma destas notas é representado pelo símbolo "♯" na nomenclatura anglo-saxônica; enquanto o "bemol", adicionado a qualquer nota é representado pelo símbolo "♭" na nomenclatura anglo-saxônica.
As escalas musicais formam a base necessária para a formação de acordes e tonalidades. Além disso, pode-se utilizar mais de uma escala para formar linhas melódicas sobre uma mesma tonalidade, partindo da sonoridade de intervalos característicos, ou ainda, explorando notas de tensão apropriadas sobre as cadências harmônicas da tonalidade.

## História
A partir da descoberta de artefatos musicais da antiguidade, supõe-se que a primeira escala desenvolvida tenha sido a escala de cinco sons ou pentatônica, o que é confirmado pelo estudo de sociedades antigas encontradas contemporaneamente. Observando-se, no entanto, que a palavra "pentatônica" é, na verdade, substituída no vocabulário musical, pela palavra "pentafônica", uma vez que a primeira (pentatônica), remete à ideia de cinco notas tônicas em uma mesma escala ou tonalidade sonora musical, o que não é a verdade; e a segunda (pentafônica) refere-se, mais claramente, à escala ou tonalidade formada por cinco sons ou notas diferentes. No entanto, o termo "pentatônica" ainda é muito mais utilizado popularmente do que o termo "pentafônica".
As escalas de 7 notas foram prováveis desenvolvimentos da escala pentatônica e tem-se o registro de sua utilização pelos gregos, apesar de que qualquer tentativa de resgate da sonoridade dessas escalas tratar-se-á de exercício puramente especulativo.
A música grega morre junto com o Império Romano, deixando apenas uma nota de rodapé do que seria todo o sistema musical utilizado à época. O fato é que, com o surgimento do cristianismo, houve uma adoção dos ritos judaicos, e essa é a origem do que seria a música ocidental posterior. Na Idade Média, a elaboração de um sistema de escalas (vem do italiano e significa escada) levava em conta, não somente a nota fundamental do modo (fundamentalis), como também a chamada corda de recitação, que era a nota ao redor da qual a melodia se desenvolvia, sendo essa nota a mais utilizada na música. Essas escalas foram chamadas de modos eclesiásticos e compunham-se de quatro: protus, deuterus, tritus e tetrardus.
Esse sistema, chamado modal, não é um sistema totalmente definido; como há variação da corda de recitação entre duas músicas, elas podem estar dentro de um mesmo modo, mas se desenvolvem em direções diferentes, sendo reclassificadas aí, a depender do âmbito em que elas se desenvolveram, como estando no modo plagal ou autêntico. Além disso, a música poderia muito bem gravitar entre os modos, o que dificultaria a classificação exata sobre o modo em que ela está (ou em que modo começou, ou em que modo terminou).
Posteriormente, dois modos receberam a preferência dos compositores (o modo chamado jônico, ou tritus plagal, e o chamado eólio, ou protus plagal), sendo estes as origens das escalas diatônicas maior e menor: iniciava-se o período tonal da música.
A partir do temperamento da música, ocorrido no século XVIII, procurava-se dar os mesmos valores proporcionais aos intervalos da escala diatônica. Surge uma nova escala, na qual todas as notas têm o mesmo valor dentro desta: a escala cromática.
Com o segundo período do romantismo musical (romantismo nacionalista), fez-se necessária a incorporação de escalas exóticas nas quais as músicas de muitos países baseavam-se. Às escalas ciganas, já conhecidas séculos antes, juntam-se escalas mozárabes, russas, eslavas, entre outras. Debussy incorpora a escala de tons inteiros, também conhecida como escala hexafônica, a qual divide a oitava em seis intervalos iguais de um tom, à música. Posteriormente, novas escalas surgiram, com a chamada música microtonal, além de incorporações de escalas antigas, como a indiana, que divide a oitava em 22 sons. No Brasil temos a escala nordestina brasileira, mistura dos modos lídio e mixolídio.

## Tipos de Escalas
Escalas modernas, que na cultura ocidental são as mais utilizadas:
- Escala cromática
- Escala maior
- Escala menor
- Escala pentatônica ou chinesa

Sendo que a escala menor se divide em 3 :
- Escala Menor Natural ou Primitiva
- Escala Menor Harmônica
- Escala Menor Melódica

Outras escalas são, entre outras:
- Escalas gregas ou modos gregos, também chamados modos litúrgicos ou modos eclesiásticos, como dórico, frígio e lídio.
- Escala cigana
- Escala hexafônica ou Escala de tons inteiros
- Escala árabe, uma escala de 17 notas com passos menores do que um semitom
- Outras escalas exóticas

Outra maneira de sistematizar as escalas são a separação em
- Escalas diatônicas com 5 tons e dois semitons (como as escalas maiores, menores, ciganas e modos gregos)
- Escalas artificiais (como a cromática com 12 semitons)
- Escalas exóticas de outras culturas

## Nomes
Os nomes das notas musicais, que representam os sons da escala diatônica de Dó, foram batizadas pelo monge beneditino e teórico musical italiano Guido d'Arezzo (992—1050), regente do coro da Catedral de Arezzo, que por volta de 1025 utilizou a primeira sílaba de cada verso de um hino cantochão “Ut queant laxis” ou “Hymnus in Iohannem“, em devoção a São João Batista.
UT queant laxis
REsonare fibris
MIra gestorum
FAmuli tuorum
SOLve polluti
LAbii reatum
Sancte Ioannes
Que significa: "Para que teus grandes servos, possam ressoar claramente a maravilha dos teus feitos, limpe nossos lábios impuros, ó São João.". Os fiéis da Igreja Católica Romana rezam este hino, composto pelo historiador e monge beneditino lombardo Paulo Diácono, no qual cada frase era cantada um grau acima na escala, celebrando a festa da Natividade de São João (24 de Junho).
Criando o mnemônico Ut-Re-Mi-Fa-Sol-La-Si. No século XVII, João Batista Doni alterou o UT para Dó, para facilitar o solfejo, com a terminação da sílaba em vogal, baseado na proposta de Giusepe DONI,